# Prionurus microlepidotus
Prionurus microlepidotus is een straalvinnige vissensoort uit de familie van doktersvissen (Acanthuridae).
De wetenschappelijke naam van de soort werd in 1804 gepubliceerd door Bernard Germain de Lacépède.